# Минаева, Нина Васильевна
Нина Васильевна Минаева (1929—2009) — советский и российский учёный-историк, доктор исторических наук, профессор.
Автор более 500 научных статей, в числе которых монографии.

## Биография
Родилась 26 января 1929 года в Архангельске в семье Василия Васильевича Минаева (1894—1949), происходящего из семьи донских казаков, и его жены — Антонины Петровны Таратиной (1891—1979). Род Минаевых вел свое происхождение от знаменитого донского атамана Фрола Минаева, участника русско-турецкой войны 1677—1681 годов, сподвижника Петра I по Азовским походам. Племянница Михаила Васильевича Минаева (1889—1961). В 1930 году семья переехала в Москву.
В 1947 году окончила московскую женскую школу № 76 и поступила в Московский университет. Окончила исторический факультет МГУ в 1952 году, в числе её учителей были: С. В. Бахрушин, К. В. Базилевич, П. А. Зайончковский, С. С. Дмитриев, Н. М. Дружинин. Некоторое время Минаева работала учителем истории в школе № 59 Киевского района
Москвы. Затем поступила в аспирантуру МГУ, которую окончила в феврале 1958 года, защитив кандидатскую диссертацию на тему «Петрашевцы и идеи утопического социализма».
С 1960 года Нина Васильевна работала в Московском государственном педагогическом институте имени В. И. Ленина (ныне Московский педагогический государственный университет, МПГУ) на историческом факультете вместе с П. И. Кабановым. Тема её докторской диссертации: «Конституционные тенденции в политических проектах России начала XIX века». Читала лекции в университетах других городов СССР — Ярославле, Петербурге, Выборге, Архангельске, Саратове, Рязани.
В 1990 году была приглашена в США в Колумбийский университет, где прочла курс лекций. Принимала участие в научных конференциях, вела научно-методическую работу со студентами, аспирантами, докторантами кафедры.
Была членом трех диссертационных советов МПГУ. Являлась членом оргкомитета «Общества историков России».
В 2004 году Н. В. Минаева опубликовала книгу своих воспоминаний «Люди русского сопротивления», в которой рассказала об истории своей семьи и, прежде всего, о трагической судьбе своего отца.
Умерла в Москве 6 декабря 2009 года.